# Błona podstawna
Błona podstawna – wyspecjalizowana macierz pozakomórkowa oddzielająca nabłonek od tkanki łącznej, występująca także wokół: miocytów (włókien mięśniowych), adipocytów (komórek tłuszczowych) i komórek Schwanna. Przytwierdza ona komórki do siebie, jak również uczestniczy w wymianie substancji pomiędzy nimi a otoczeniem. Wyznacza także drogi migracji komórek nabłonka oraz wzrostu dendrytów.
- blaszka jasna lamina lucida – kontaktuje się z komórkami nabłonkowymi,
- blaszka gęsta lamina densa – pełni funkcję stabilizacyjną,
- blaszka siateczkowa lamina reticularia – warstwa fibrylarnych cząsteczek i włókienek kolagenowych przytwierdzających błonę podstawną nabłonka do tkanki łącznej.